# Lucio Veturio Filón (cónsul 206 a. C.)
Lucio Venturio Filón, político y militar romano durante la segunda guerra púnica, fue edil curul en el año 210 a. C., y Praetor Peregrinus 209 a. C., cuando obtuvo la Galia Cisalpina como su provincia.
Permaneció en la Galia como propretor durante el año siguiente, 208 a. C., y el siguiente año, 207 a. C., sirvió bajo las órdenes de los cónsules Cayo Claudio Nerón y Marco Livio Salinator. Fue enviado a Roma junto con Quinto Cecilio Metelo para transmitir la noticia de la derrota y muerte de Asdrúbal Barca.
Fue principalmente gracias a sus servicios en esta guerra que fue elegido cónsul en el año 207 a. C., con Quinto Cecilio Metelo, que había compartido con él las glorias de la campaña. Los dos cónsules recibieron el Brucio como su provincia con el fin de proseguir la guerra contra Aníbal, pero el año pasó sin que se produjera ningún acontecimiento importante y Filón regresó a Roma para celebrar los comicios, mientras que su compañero permaneció en el Brucio.
En 205 a. C. fue magister equitum de su antiguo colega Metelo que había sido nombrado dictador con el fin de celebrar los comicios. Por último acompañó a Escipión a África y, después de la batalla de Zama, 202 a. C., fue enviado a Roma para anunciar la noticia de la derrota de Aníbal.